# Лука (Степанов)
Игу́мен Лука́ (в миру И́горь Ильи́ч Степа́нов; род. 4 августа 1966, Москва) — священнослужитель Русской православной церкви, игумен, настоятель Спасо-Преображенского Пронского мужского монастыря, кандидат исторических наук, писатель, публицист, телевизионный ведущий.

## Биография
Родился 4 августа 1966 года в Москве. В школьные годы участвовал в конкурсах различного уровня среди юных чтецов, занимая первые места, принимал участие в радиопередачах на Всесоюзном радио. Увлекался лёгкой атлетикой (бегом на длинные дистанции). После службы в армии с красным дипломом окончил Российский институт театрального искусства, где до 1993 года преподавал актёрское мастерство и сценическую речь. Обучаясь на третьем курсе института, в 22 года принял крещение.
В 1994 году подвизался в подворье Афонского Пантелеимонова монастыря, где через два года принял монашество. Путь священнослужителя начал в Вышенском Успенском монастыре.
В 1994 году окончил педагогический факультет Православного Свято-Тихоновского богословского института. В 2002 году возглавил кафедру теологии Рязанского государственного университета имени С. А. Есенина. С 2008 по 2012 год работал директором Рязанской православной гимназии во имя святителя Василия Рязанского. В 2012 году защитил кандидатскую диссертацию «Социальное служение Русской Православной Церкви в конце XIX — начале XX вв.».

## Церковное служение
25 июня 2001 года был рукоположён в сан иеродиакона. 1 июля того же года был рукоположён в сан иеромонаха.
В 2002 году — настоятель храма Покрова Пресвятой Богородицы и святой Татианы при Рязанском государственном университете.
В 2013 году был возведён в сан игумена.
В 2013 году — настоятель Спасо-Преображенского Пронского мужского монастыря.
В 2015 году — секретарь Епархиального совета по теологическому образованию Рязанской епархии. В 2016 году — заместитель председателя Епархиального церковного суда Рязанской епархии, член Епархиального совета Рязанской епархии.
Председатель комиссии по духовному просвещению и православному образованию Рязанской епархии.
9 июля 2016 года награждён Орденом преподобного Серафима Саровского III степени «за совокупность трудов по возрождению монашеской жизни в обители», а также по случаю его 50-летнего юбилея

## Общественная деятельность
Автор и ведущий телевизионного проекта «Душевная вечеря» на рязанском телевидении и телеканале «Союз». Автор книг «На пару ласковых», «Что не ясно, родной?!», «Интернет-улов. Ответы священника на вопросы в социальных мрежах», публикаций на актуальные темы в периодической печати и интернет-изданиях. Участник Всероссийского интернет-проекта «Батюшка онлайн».

## Публикации
книги
- На пару ласковых...: ответы священника на вопросы молодежи. — Рязань : Рязанская обл. тип., 2008. — 78 с. — ISBN 978-5-91255-017-1
  - На пару ласковых...: ответы священника на вопросы молодежи / Сост., оформл. Е. К. Фетисовой. — 2-е изд. — Рязань : Изд-во Ряз. обл. тип., 2008. — 80 с. — 3000 прим.. — ISBN 978-5-91255-020-1
  - На пару ласковых...: ответы священника на вопросы молодежи / Сост., оформл. Е. К. Фетисовой. — 3-е изд., испр. — Рязань : Изд-во Ряз. обл. тип., 2010. — 80 с. — 3000 прим. — ISBN 978-5-91255-055-3
- Что не ясно, родной?!: ответы священника на вопросы молодежи. — Рязань : Рязанская обл. тип., 2010. — 105 с. — ISBN 978-5-91255-071-3
  - Что не ясно, родной?!: ответы священника на вопросы молодежи. — 2-е изд. — Рязань : Изд-во Ряз. обл. тип., 2011. — 108 с. — 3000 прим. — ISBN 978-5-91255-091-1
- Интернет-улов : ответы священника на вопросы в социальных мрежах. — Рязань : Изд-во Ряз. обл. тип., 2014. — 112 с. — ISBN 978-5-91255-148-2
- История и теория социального служения Русской православной церкви : учебное пособие / И. И. Степанов (игумен Лука) ; Министерство науки и высшего образования Российской Федерации, Федеральное государственное бюджетное образовательное учреждение высшего образования «Рязанский государственный университет имени С. А. Есенина». — Рязань : Рязанский гос. ун-т им. С. А. Есенина, 2020. — 135 с. — ISBN 978-5-907266-21-6 — 100 экз.

статьи
- Социальная деятельность РПЦ: история и современность // Философско-педагогические и религиозные основания образования в России: история и современность: седьмые международные Покровские образовательные чтения, 21-23 октября 2008 года. — Рязань, 2009. — 272 с. — С. 150—153
- Строители и настоятели Пронской Спасской пустыни // Рязанский богословский вестник. 2011. — № 2. — С. 146—157.
- Затвор как форма общественного служения святителя Феофана Затворника // Феофановские чтения : сб. науч. статей. Вып. IV / Ред. В. В. Каширина. — Рязань : Рязанский государственный ун-т им. С. А. Есенина, 2011. — 188 с. — С. 150—156
- Особенности затвора святителя Феофана Затворника // Парадигмы теологии в системе гуманитарного знания: сб. науч. ст. преподавателей отделения теологии, посвященный 10-летию кафедры теологии РГУ имени С. А. Есенина. — Рязань, 2012. — С. 21—25.
- Евхаристия в жизни и учении святителя Феофана, Затворника Вышенского // Феофановские чтения : сб. науч. статей. Вып. V / Ред. В. В. Каширина. — Рязань : Рязанский государственный ун-т им. С. А. Есенина, 2012. — 280 с. — С. 162—166
- Опыт приобщения студентов отделения теологии к духовному наследию свт. Феофана Затворника (на примере кафедры теологии Рязанского гос. ун-та им. С. А. Есенина) // Феофановские чтения : сб. науч. статей. Вып. VII / Ред. В. В. Каширина. — Рязань : Рязанский государственный ун-т им. С. А. Есенина, 2014. — 220 с. — С. 142—145
- Методические рекомендации свт. Феофана Затворника духовнику и кающемуся о достойном совершении спасительного таинства исповеди // Феофановские чтения : сб. науч. статей. Вып. VIII / Ред. В. В. Каширина. — Рязань : Рязанский государственный ун-т им. С. А. Есенина, 2015. — 516 с. — С. 146—152
- Свт. Феофан Затворник об угрозе с Запада // Феофановские чтения : сб. науч. статей. Вып. VIII / Ред. В. В. Каширина. — Рязань : Рязанский государственный ун-т им. С. А. Есенина, 2015. — 516 с. — С. 214—223
- Современное звучание наследия свт. Феофана Затворника Вышенского // Феофановские чтения : сб. науч. статей. Вып. VIII / Ред. В. В. Каширина. — Рязань : Рязанский государственный ун-т им. С. А. Есенина, 2015. — 516 с. — С. 416—419
- Как и перед кем приносить достойные плоды покаяния. Святитель Феофан Затворник — о совершении таинства покаяния // Журнал Московской Патриархии. — 2015. — № 3. — С. 56-59.
- «Корень благих — страх Господень». Святитель Феофан Затворник против отчуждения от Церкви // Феофановские чтения : [сборник научных статей] / под ред. д-ра филол. наук В. В. Кашириной. — Рязань : РГУ, 2018. — Вып. 11. — С. 92-100
- Кризис религиозного сознания в России в 1917 году (по материалам опубликованных архивных документов, периодической печати, дневников) // Христианское чтение. — 2020. — № 3. — С.116-125
- Святитель Феофан Затворник о войне и воинском служении // Феофановские чтения : сб. науч. ст. / под ред. д-ра филол. наук В. В. Кашириной. — Рязань : Ряз. гос. ун-т им. С. А. Есенина, 2020. — Вып. 13. — С. 185—191.
- Крестьянские восстания 1918 г. и сельское духовенство (на материалах Рязанской губернии) // Христианское чтение. — 2021. — № 4. — С. 483—489